# インチーザ・スカパッチーノ
インチーザ・スカパッチーノ（伊: Incisa Scapaccino）は、イタリア共和国ピエモンテ州アスティ県にある、人口約2,100人の基礎自治体（コムーネ）。

## 地理

### 位置・広がり

#### 隣接コムーネ
隣接するコムーネは以下の通り。括弧内のALはアレッサンドリア県所属を示す。
- ベルガマスコ (AL)
- カステルヌオーヴォ・ベルボ
- コルティリオーネ
- マージオ (AL)
- ニッツァ・モンフェッラート
- オヴィーリオ (AL)
- ヴァーリオ・セッラ

#### 地震分類
イタリアの地震リスク階級 (it) では、4 に分類される
。

## 行政

### 分離集落
インチーザ・スカパッチーノには、以下の分離集落（フラツィオーネ）がある。
- Borgo Ghiare, Borgo Impero, Borgo Madonna, Borgo Stazione, Borgo Villa, Poggio, Regione Collina

## 姉妹都市
- Saint-Just-Chaleyssin、フランス